# ナリタタイシン
ナリタタイシン (Narita Taishin)は、日本の競走馬・種牡馬。主な勝ち鞍に1993年の皐月賞、1994年の目黒記念、1992年のラジオたんぱ杯3歳ステークス。

## 戦績
- 特記事項なき場合、本節の出典はJBISサーチ[2]

### 3歳時（1992年）
1992年7月11日、札幌での3歳新馬戦で横山典弘騎乗でデビューし、6着だった。デビュー戦後球節に疲労が出たため放牧に出され、10月の福島での3歳未勝利戦で復帰し初勝利を挙げた。その後、きんもくせい特別6着、福島3歳ステークスと千両賞で2戦連続2着になった後、重賞初挑戦となったラジオたんぱ杯3歳ステークスでは4コーナー8番手から差し切って重賞を初制覇した。なお、前週に半姉ユーセイフェアリーが阪神牝馬特別に勝っており、姉弟で2週連続の重賞制覇となった。

### 4歳時（1993年）
4歳を迎え、初戦のシンザン記念ではアンバーライオンの2着に終わった。次戦は東上しての弥生賞。このレースで武豊が初めて騎乗したがウイニングチケットの2着に甘んじた。
迎えたクラシック第1戦の皐月賞ではウイニングチケット、若葉ステークスを勝ったビワハヤヒデに続く3番人気に推された。レースではスローペースの中、1コーナーで最後方、4コーナーでも12番手と後方を位置取りながら、最後の直線で馬群をぬって伸び、ビワハヤヒデをクビ差差し切って優勝した。東京優駿（日本ダービー）でもウイニングチケット、ビワハヤヒデに続く3番人気となったが、レースでは直線で追い込んだものの最内枠がアダとなり、ウイニングチケット、ビワハヤヒデに次ぐ3着に終わった。ダービー後、7月の高松宮杯に出走したが、逃げるロンシャンボーイを捕まえ切れず2着に終わった。
秋初戦は京都新聞杯を予定していたが、1週前の追い切り中に運動誘発性肺出血（EIPH）を発症して出走できず、菊花賞にぶっつけで挑んだが、終始後方のまま17着に終わった。

### 5-6歳時（1994-1995年）
年が明けて5歳となった初戦の目黒記念では59.5kgを背負いながら大外直線一気を決めて皐月賞以来の勝利を挙げた。ビワハヤヒデとの一騎討ちとなった春の天皇賞では3コーナーから捲るという奇襲に出たが、ビワハヤヒデには敵わず2着に終わった。
完全復活したかに思われたナリタタイシンだったが、天皇賞（春）後は度重なる怪我に悩まされることになる。宝塚記念の前には右後脚に軽度の骨折が判明して休養。秋に復帰する予定だったが、京都大賞典は下痢で回避、さらに天皇賞（秋）の前には屈腱炎を発症し1年近く休養することになった。
6歳になり、宝塚記念で復帰。1年1か月ぶりの出走だったが16着に終わった。そして、高松宮杯へ向けて調整していた最中に屈腱炎を再発させ、そのまま引退した。

## 競走成績
以下の内容は、JBISサーチおよびnetkeiba.comに基づく。
| 競走日     | 競馬場 | 競走名             | 格   | 距離（馬場）  | 頭数 | 枠番 | 馬番 | オッズ （人気） | 着順 | タイム （上がり3F） | 着差 | 騎手     | 斤量 [kg] | 1着馬（2着馬）         | 馬体重 [kg] |
| ---------- | ------ | ------------------ | ---- | ------------- | ---- | ---- | ---- | --------------- | ---- | ------------------- | ---- | -------- | --------- | ---------------------- | ----------- |
| 1992.07.11 | 札幌   | 3歳新馬            |      | 芝1000m（良） | 9    | 5    | 5    | 02.1（1人）     | 06着 | 1:00.3（36.3）      | -0.8 | 横山典弘 | 53        | マイネルロカビリー     | 422         |
| 0000.10.10 | 福島   | 3歳未勝利          |      | 芝1700m（稍） | 5    | 3    | 3    | 02.4（2人）     | 01着 | 1:44.7（36.8）      | -0.3 | 清水英次 | 53        | （エーピーアイアン）   | 434         |
| 0000.10.25 | 福島   | きんもくせい特別   | 500  | 芝1700m（良） | 9    | 8    | 9    | 04.5（3人）     | 06着 | 1:46.3（39.1）      | -0.7 | 内山正博 | 53        | マヤノギャラクシー     | 434         |
| 0000.11.21 | 福島   | 福島3歳S           | OP   | 芝1200m（良） | 10   | 2    | 2    | 13.8（7人）     | 02着 | 1:10.7（36.4）      | -0.2 | 清水英次 | 53        | セントグローリ         | 424         |
| 0000.12.19 | 阪神   | 千両賞             | 500  | 芝1600m（良） | 11   | 2    | 2    | 21.9（6人）     | 02着 | 1:38.2（49.2）      | -0.1 | 清水英次 | 54        | グランドシンゲキ       | 416         |
| 0000.12.26 | 阪神   | ラジオたんぱ杯3歳S | GIII | 芝2000m（良） | 12   | 1    | 1    | 16.3（5人）     | 01着 | 2:05.8（49.7）      | -0.1 | 清水英次 | 54        | （マルカツオウジャ）   | 422         |
| 1993.01.17 | 京都   | シンザン記念       | GIII | 芝1600m（良） | 13   | 7    | 10   | 04.7（3人）     | 02着 | 1:36.0（46.9）      | -0.1 | 清水英次 | 56        | アンバーライオン       | 418         |
| 0000.03.07 | 中山   | 弥生賞             | GII  | 芝2000m（良） | 11   | 7    | 9    | 03.5（2人）     | 02着 | 2:00.4（35.4）      | -0.3 | 武豊     | 55        | ウイニングチケット     | 422         |
| 0000.04.18 | 中山   | 皐月賞             | GI   | 芝2000m（良） | 18   | 7    | 14   | 09.2（3人）     | 01着 | 2:00.2（34.6）      | -0.1 | 武豊     | 57        | （ビワハヤヒデ）       | 426         |
| 0000.05.30 | 東京   | 東京優駿           | GI   | 芝2400m（良） | 18   | 1    | 1    | 04.0（3人）     | 03着 | 2:25.8（35.9）      | -0.3 | 武豊     | 57        | ウイニングチケット     | 430         |
| 0000.07.11 | 京都   | 高松宮杯           | GII  | 芝2000m（良） | 14   | 3    | 4    | 02.2（1人）     | 02着 | 1:59.2（34.7）      | -0.2 | 武豊     | 56        | ロンシャンボーイ       | 424         |
| 0000.11.07 | 京都   | 菊花賞             | GI   | 芝3000m（良） | 18   | 8    | 18   | 11.1（3人）     | 17着 | 3:14.1（41.6）      | -9.4 | 武豊     | 57        | ビワハヤヒデ           | 432         |
| 1994.02.20 | 東京   | 目黒記念           | GII  | 芝2500m（良） | 13   | 5    | 7    | 05.5（2人）     | 01着 | 2:34.0（34.7）      | -0.0 | 武豊     | 58.5      | （ダンシングサーパス） | 446         |
| 0000.04.24 | 阪神   | 天皇賞（春）       | GI   | 芝3200m（稍） | 11   | 6    | 6    | 06.5（2人）     | 02着 | 3:22.8（36.1）      | -0.2 | 武豊     | 58        | ビワハヤヒデ           | 442         |
| 1995.06.04 | 京都   | 宝塚記念           | GI   | 芝2200m（稍） | 17   | 4    | 8    | 13.3（7人）     | 16着 | 2:12.1（35.4）      | -1.9 | 山田泰誠 | 57        | ダンツシアトル         | 444         |

## 引退後
引退後は種牡馬となり、6シーズンの供用で血統登録頭数160頭、出走頭数はそのうちの140頭、74頭が勝ち馬となった。2003年に種牡馬を引退後は日高町のベーシカル・コーチング・スクールで余生を送っていたが、2020年4月13日に老衰のため30歳で死亡した。サンケイスポーツでは「将来的に平取町の義経神社で祀られる予定」とも報じた。

### 主な産駒
- ファヴォリート（新潟ジュニアカップ）[12]

## 血統表
| ナリタタイシンの血統          | ナリタタイシンの血統                                                           | ナリタタイシンの血統                                                           | （血統表の出典）                                                               | （血統表の出典） |
| 父系                          | リヴァーマン系                                                                 | リヴァーマン系                                                                 | リヴァーマン系                                                                 | [ § 2 ]          |
| 父 *リヴリア Rivlia 1982 鹿毛 | 父の父Riverman 1969 鹿毛                                                       | Never Bend                                                                     | Nasrullah                                                                      | Nasrullah        |
| 父 *リヴリア Rivlia 1982 鹿毛 | 父の父Riverman 1969 鹿毛                                                       | Never Bend                                                                     | Lalun                                                                          |                  |
| 父 *リヴリア Rivlia 1982 鹿毛 | 父の父Riverman 1969 鹿毛                                                       | River Lady                                                                     | Prince John                                                                    | Prince John      |
| 父 *リヴリア Rivlia 1982 鹿毛 | 父の父Riverman 1969 鹿毛                                                       | River Lady                                                                     | Nile Lily                                                                      |                  |
| 父 *リヴリア Rivlia 1982 鹿毛 | 父の母Dahlia 1970 栗毛                                                         | Vaguely Noble                                                                  | *ヴィエナ                                                                      | *ヴィエナ        |
| 父 *リヴリア Rivlia 1982 鹿毛 | 父の母Dahlia 1970 栗毛                                                         | Vaguely Noble                                                                  | Noble Lassie                                                                   |                  |
| 父 *リヴリア Rivlia 1982 鹿毛 | 父の母Dahlia 1970 栗毛                                                         | Charming Alibi                                                                 | Honeys Alibi                                                                   | Honeys Alibi     |
| 父 *リヴリア Rivlia 1982 鹿毛 | 父の母Dahlia 1970 栗毛                                                         | Charming Alibi                                                                 | Adorada                                                                        |                  |
| 母 タイシンリリイ 1981 芦毛   | 母の父*ラディガ Ladiga 1969 鹿毛                                               | Graustark                                                                      | Ribot                                                                          | Ribot            |
| 母 タイシンリリイ 1981 芦毛   | 母の父*ラディガ Ladiga 1969 鹿毛                                               | Graustark                                                                      | Flower Bowl                                                                    |                  |
| 母 タイシンリリイ 1981 芦毛   | 母の父*ラディガ Ladiga 1969 鹿毛                                               | Celia                                                                          | Swaps                                                                          | Swaps            |
| 母 タイシンリリイ 1981 芦毛   | 母の父*ラディガ Ladiga 1969 鹿毛                                               | Celia                                                                          | Pocahontas                                                                     |                  |
| 母 タイシンリリイ 1981 芦毛   | 母の母インターラーケン 1966 芦毛                                               | *サミーデイヴィス Sammy Davis                                                  | Whistler                                                                       | Whistler         |
| 母 タイシンリリイ 1981 芦毛   | 母の母インターラーケン 1966 芦毛                                               | *サミーデイヴィス Sammy Davis                                                  | Samaria                                                                        |                  |
| 母 タイシンリリイ 1981 芦毛   | 母の母インターラーケン 1966 芦毛                                               | *シルヴァーファー Silver Fir                                                   | Abernant                                                                       | Abernant         |
| 母 タイシンリリイ 1981 芦毛   | 母の母インターラーケン 1966 芦毛                                               | *シルヴァーファー Silver Fir                                                   | Moyo                                                                           |                  |
| 母系(F-No.)                   | シルヴアーフアー系(IRE)(FN:1-w)                                                | シルヴアーフアー系(IRE)(FN:1-w)                                                | シルヴアーフアー系(IRE)(FN:1-w)                                                | [ § 3 ]          |
| 5代内の近親交配               | Roman 5 × 5 = 6.25％ 、Alibhai 5 × 5 = 6.25％、Nearco 5 × 5 = 6.25％（父系内） | Roman 5 × 5 = 6.25％ 、Alibhai 5 × 5 = 6.25％、Nearco 5 × 5 = 6.25％（父系内） | Roman 5 × 5 = 6.25％ 、Alibhai 5 × 5 = 6.25％、Nearco 5 × 5 = 6.25％（父系内） | [ § 4 ]          |
| 出典                          | 1. 2. 3. 4.                                                                    | 1. 2. 3. 4.                                                                    | 1. 2. 3. 4.                                                                    | 1. 2. 3. 4.      |

- 半姉ユーセイフェアリー（父アズマハンター）は阪神牝馬特別の勝ち馬[3][14]、主たる近親にエリモシルバー（CBC賞）、ケイスパーコ（CBC賞）、ケイキロク（ケイスパーコの産駒。優駿牝馬）[3][15]。